# 1909 Alekhin
1909 Alekhin eller 1972 RW2 är en asteroid i huvudbältet som upptäcktes den 4 september 1972 av den sovjetisk-ryska astronomen Ljudmila Zjuravljova vid Krims astrofysiska observatorium på Krim. Den har fått sitt namn efter den ryska schackspelaren Aleksandr Alechin.
Asteroiden har en diameter på ungefär 18 kilometer.